# Bernardo del Espíritu Santo Martínez y Ocejo
Fray Bernardo del Espíritu Santo Martínez y Ocejo (Comillas, Santander, España, 21 de mayo de 1759 - San Sebastián, Sinaloa, 23 de julio de 1825) quinto obispo de Sonora.

## Biografía
Religioso de la Orden de Carmelitas Descalzos, nació el 21 de mayo de 1759 y fue bautizado en la Villa de Comillas, Obispado de Santander, ingresó a esta orden en junio de 1779 en la ciudad de Puebla de los Ángeles, ordenado presbítero en la Ciudad de México, comenzó a ejercer el magisterio dentro de la orden, en 1795 fue nombrado prior del convento de Querétaro y en 1813 Provincial de la Orden de Carmelitas Descalzos en la Nueva España. Al tomar el hábito carmelita tomó el nombre de fray Bernardo del Espíritu Santo. Era confesor del virrey de Nueva España (septiembre 1808-julio 1809), mariscal de campo Pedro de Garibay y recién había concluido su periodo de tres años de provincial, cuando fue preconizado obispo de la diócesis de Sonora, con sede episcopal en Culiacán, el 14 de abril de 1817. Fue consagrado obispo el 27 de septiembre de 1817 por el Arzobispo de México Dr. Pedro José de Fonte en la iglesia Santa Teresa La Antigua en la Ciudad de México. Fue el quinto obispo de Sonora. Administraron la diócesis vacante los sacerdotes Lic. Francisco de Angúlo y José Joaquín Calvo. Como quinto obispo de Sonora, Fray Bernardo del Espíritu Santo realizó una visita pastoral por Sonora y Sinaloa, llegando hasta el presidio Real de San Agustín del Tucsón.

Sufrió trabajos e incomodidades en su recorrido de 1200 leguas, confirmó más de sesenta mil personas y la concluyó en abril de 1821. Como resultado de dicha visita autorizó pocos meses el establecimiento de la parroquia de Hermosillo.
El último obispo de Sonora durante la época colonial, llevó al extremo su fidelidad a los reyes borbones y se opuso, con más ardor que doctrina, a la independencia de México, como ocurrió con todos los obispos de la Nueva España.
En su Carta Pastoral, denostó contra el Padre Hidalgo, llamándolo: "fiel sectario de los espíritus fuertes, y partidario de sus errores", Por culpa del Padre de Dolores "lo sagrado y lo profano, lo divino y lo humano, lo eclesiástico y lo civil, ha tenido una misma suerte; ha sido arruinado".
De acuerdo con el gobernador intendente de las provincias, brigadier Antonio Cordero, giró instrucciones para que se jurara en todos los pueblos la Constitución de Cádiz y lo mismo ordenó en 27 de septiembre de 1821 a todos los párrocos, para que se hiciera igualmente con la independencia de acuerdo con el Plan de Iguala y que franquearan las iglesias para que los actos relativos revistieran mayor solemnidad. El 8 de diciembre dispuso igualmente que se celebraran honras fúnebres en todos los templos por el descanso de las almas de los individuos que habían fallecido en defensa de la causa de la independencia. En estos días se manejó con moderación y prudencia en todos sus actos, aunque no faltaron díscolos que lo señalaran con desafecto al nuevo régimen independiente.
En pastoral del 8 de julio de 1822 previno que habiéndose verificado la separación de México de España, en el canon de la misa y en la colecta se nombrara al emperador Agustín I en lugar del rey Fernando VI; fue nombrado Caballero de la Orden de Guadalupe; planteó la necesidad de crear otro obispado con las Californias; fue llamado a formar parte de la Primera Diputación Provincial de Sonora y Sinaloa y presidirla, pero al no asistir a la apertura de sesiones, su cargo lo toma el teniente coronel Antonio Pascual Narbona; avisó al Ministerio de Justicia sobre el levantamiento de los indios mayos desde Santa Cruz hasta Mochicahui, resentidos por el maltrato que les daba el jefe político de Sinaloa, y dirigió una pastoral a los párrocos y curas doctrineros para que contribuyeran a aplicarlas y los hicieran volver a sus pueblos. 
Salió en defensa de su secretario, presbítero Carlos Espinosa de los Monteros, diputado al Congreso General que se había retirado de la Ciudad de México sin permiso del hermano de éste, Fernando, quien por la misma causa había ido removido de la jefatura política de Sinaloa.
En 1824 aparecieron en Guaymas los primeros brotes de la masonería, dictó órdenes para prevenir a sus ovejas y prohibió el baile del vals y la contradanza que hicieron su aparición en la misma época, bajo pena de excomunión.
Ordenó a los titulares de las parroquias que, con excepción de Arizpe que tenía título de ciudad, no recibieran a los ayuntamientos en las puertas de las iglesias y el 1 de julio de 1823 envió a su adhesión al Supremo Poder Ejecutivo Federal constituido a la caída de Iturbide.
En febrero de 1825 nombró gobernador de la mitra al presbítero Miguel Epinosa de los Monteros y días después inició su segunda visita pastoral por los pueblos del este de Sinaloa. Prosiguió rumbo al sur, se vio obligado a suspenderla en Concordia por haber enfermado de gravedad y falleció el 23 de julio del mismo año a las doce del día. Sus restos fueron sepultados en la iglesia del lugar.